# Falęcice-Parcela
Falęcice-Parcela – wieś w Polsce położona w województwie mazowieckim, w powiecie białobrzeskim, w gminie Promna.
W latach 1975–1998 miejscowość administracyjnie należała do województwa radomskiego.
Wieś jest sołectwem w gminie Promna. 
Miejsce, w którym znajduje się jeden z ładniejszych lasów okolicy. Wieś posiada własną kapliczkę, którą wybudowali mieszkańcy. Obecnie co roku w maju gromadzą się przy na corocznych "majówkach".
Parcela Falęcice graniczy ze wsiami Falęcice-Wola, Lekarcice Nowe, Helenów, Promna-Kolonia